# HTC Evo 4G
HTC Evo 4G (кодовое имя HTC Supersonic, модельный индекс A9292) — 3G/4G-коммуникатор с поддержкой сетей WiMAX, работает под управлением операционной системы Android. В продажу поступил 4 июня 2010 года. Аппарат может служить точкой доступа Wi-Fi для других устройств (до 8-ми). Является эксклюзивом сотового оператора Sprint.
В Японии продавался схожий по техническим характеристикам, но имеющее ряд отличий смартфон — HTC EVO WiMAX (ISW11HT).

## Описание
HTC Evo 4G имеет 4,3-дюймовый (480х800) дисплей с ёмкостным сенсором. Имеются 7 аппаратных/сенсорных кнопок, 4 из которых находятся на передней панели устройства. Ввод и взаимодействие с устройством сбалансированы между аппаратным и программным пользовательским интерфейсом и в большинстве ситуаций требуют, чтобы пользователи часто использовали аппаратные/сенсорные кнопки во всей ОС Android. Как и большинство устройств Android эпохи Gingerbread, EVO оснащен четырьмя основными сенсорными кнопками на передней панели — «Домой», «Меню», «Назад» и «Поиск». Кнопка «Домой» возвращается на главный экран Sense. Кнопка меню отображает параметры меню в различных приложениях, хотя её также можно использовать для других целей, кнопка «Назад» используется для возврата на предыдущую страницу или отображаемый экран, а кнопка «Поиск» в основном позволяет выполнять поиск по телефону, но может использоваться для других целей в различных приложениях. Регулятор регулировки громкости расположен на правой грани. Кнопка сна/пробуждения расположена в верхней части устройства.
Устройство имеет 4 датчика, а именно: датчик приближения, 3-осевой акселерометр, датчик геомагнетизма и датчик температуры.
Устройство оснащено пользовательским интерфейсом HTC Sense поверх ОС Android.

## Недостатки
Устройство критикуется за следующие обстоятельства:
- Частота отрисовки интерфейса ограничена 30 кадрами в секунду, из-за чего ощущается медлительность в работе смартфона. Производитель поначалу заявлял о том, что это неустранимое аппаратное ограничение, однако в обновлении прошивки от 22 сентября 2010 проблема была решена[1].
- Дефекты экрана, в частности пятно повышенной яркости, во многих устройствах[2].
- Быстрая разрядка аккумулятора: смартфон неспособен проработать целый день в режиме нормального использования[3].
- Системные часы спешат на 15 секунд. С помощью root-доступа пользователи могли самостоятельно установить правильное системное время, однако официальное обновление, пофиксившее баг, вышло лишь в январе 2012 года[4].